# 英聯邦公民
英聯邦公民（英語：Commonwealth citizen）是英国及其他一些英联邦国家国籍法下的国籍类别。英聯邦公民昔日通稱為英籍人士（British subject），基本指擁有英聯邦国家公民身份的人士。由于英联邦国家曾经有共享共同国籍的历史，至今，许多英联邦国家都对非本国公民的英联邦公民提供超出其他外国人的特殊待遇。虽然“英聯邦公民”概念来源于旧时大英帝国国籍概念，但由于现在各国都有权订立本国国籍法，因此英聯邦公民的定义和所享待遇在各国都各不相同。

## 英国

### 定义
根據《英國國籍法》，英国国籍类别中的英國公民、英國海外領土公民、英國海外公民及英國國民（海外）均為英聯邦公民，但並不包括受英國保護人士。此外，在《1981年英国国籍法令》附则第三条内所列国家的国民也是英联邦公民。附则第三条所列国家基本反映英联邦成员国，但由于法律修改的时间不一定紧跟成员国的去留而作出變更，因此法律上的英联邦公民概念范围不一定和实际上的英联邦国家吻合：例如，1987年和1990年斐济两次退出英联邦时，英国国会都没有修改法律将斐济从附则第三条中剔除。英国政府保留斐济的成員身份，或者是不想突然剥夺在英國的斐济人作为英联邦公民的权利。

### 公民权利
在英国的英联邦公民（如同爱尔兰公民和受英國保護人士一样）在法律上不算作“外国人”——部分其他英联邦国家也有类似规定。英联邦公民和爱尔兰公民在英国境内享有英国公民享有的民权，即：
- 除非由于其他原因被剥夺（例如服刑期间），享有在所有选举（包括国会、地方议会选举）的选举权：前提是完成法律规定的选民登记，在登记时必须拥有有效的入境许可或居留许可，或无需许可居留权；[1])
- 除非由于其他原因被剥夺，享有英国国会下议院的被选举权：前提是必须拥有无限期居留许可或无需许可居留权；[2]
- 如拥有相应的贵族或主教身份，参加英国国会上议院的权利；
- 可以就任公职（例如法官、裁判官、政府部长、文官制公务员、警察、入伍参军等）。

### 特权和限制
与英国公民相比，英联邦公民权利受到少数限制，但在移民方面影响较大。没有英国居留权的英联邦公民（包括不是英国公民的所有英国国民）受到入境限制，例如工作或经营生意的权利受限。此外，不是英国公民的英联邦公民不可担任某些敏感职位，例如外交及联邦事务部、情报部门及军队中的一些职位。
与外国人相比，英联邦公民享有一些特殊优待：
- 1983年1月1日前出生的英联邦公民如父母之一在英国或附属岛屿出生，则享有英国及附属岛屿的居留权，不受入境限制。
- 英联邦公民如有至少一个（外）祖父母在英国或附属岛屿出生，可入境并居留五年，并此后获得无限期居留许可。
- 2013年之前，18至30岁之间的英联邦公民有资格以“工作度假”签证入境，限期两年：此制度现在改为只有澳大利亚、加拿大、日本、新西兰和摩纳哥或擁有英國國民身份的青年可以申请的青年流动计划。[3]
- 英联邦公民在英国居住期间无须向当地警察机关登记（其他外国人则必须登记）。

## 其他国家
在部分英联邦国家，英联邦公民享受比其他外国人较高的待遇，但一般不享受本国公民同等的待遇。
| - 安地卡及巴布達 - 多米尼克 - 格瑞那達 - 牙买加 - 模里西斯 - 圣基茨和尼维斯 | - 圣卢西亚 - 千里達及托巴哥 - 英国 - 根西 - 马恩岛 - 澤西 |  |

这些国家/地区的投票权开放给所有具永久居留權的外国居民，并不限于英联邦公民：
- 马拉维[9]
- 新西兰[10]

### 选举权
下列英联邦国家允许某些其他英联邦国家的公民在选举中投票：
- 安地卡及巴布達：《2002年人民代表（修订）法令》规定凡在安巴居住至少三年的英联邦公民可在居住超过一个月的选区登记为选民。
- ：英籍人士和英联邦公民（南非公民除外），以及爱尔兰公民如在1984年1月25日为澳大利亚联邦选民登记在册的选民，则可继续保持选举权，如因离境登记过期，在回到澳大利亚时仍能恢复选民资格。[11]
- ：根据巴巴多斯宪法第5章第41A条，和《人民代表法》，英联邦公民拥有国会选举权和被选举权，现行法律要求有关选民必须在巴巴多斯居住至少三年。[12]
- ：如在伯利兹定居或居住至少12个月，英联邦公民有资格登记成为选民。[13]
- 多米尼克：在多米尼加居住至少12个月的英联邦公民拥有选举权。[14]
- 格瑞那達：在格林纳达居住至少12个月的英联邦公民拥有选举权。
- ：根据宪法第159条，18岁以上的英联邦公民如在圭亚那定居并居住即享有选举权。[15]
- 牙买加：英联邦公民如通常居住在牙买加即可登记在所有选举中投票。[16]
- 马拉维：根据宪法第77条第2（a）款，所有外国人（包括英联邦公民）如居住满七年即可登记成为选民。[17]
- 模里西斯：根据宪法第42条第1款，在登记当年8月15日超过18岁的英联邦公民如在当年1月1日前在毛里求斯居住超过两年或在该国定居，即享有选举权。[18]
- 新西兰：所有拥有永久居民身份的外国人（包括英联邦公民）可以在居住满一个月的地方登记成为选民，如在选举前一年曾在新西兰，则尽管在新西兰以外仍可投票。[19]
- 圣基茨和尼维斯.
- 圣卢西亚：居住满七年、在同一选区居住满两个月的18岁以上英联邦公民可以登记成为选民。[20]
- 千里達及托巴哥：居住满一年、18岁以上的英联邦公民享有选举权。[21]

#### 英国属地
下列英国海外属地允许英联邦公民投票：
- 百慕大：英联邦公民如在1976年5月1日作为选民登记在册，即保留投票资格。[22]
- 开曼群岛：英联邦公民如在1988年1月31日在开曼群岛居住并作为选民登记在册，并父母中有一方在当地出生，或在登记之前九年内有七年通常在当地居住。[23]

### 入境待遇
一些英联邦国家对生活水准较高的英联邦国家的公民予以免签证短期逗留的待遇。部份英联邦国家继续允许其他英联邦国家公民以“登记”而不是“归化”成为当地国民或公民，要求比普通外国人入籍要低，但其中部份国家（例如新西兰和马耳他）已取消了这方面的特殊待遇。
2013年有报道英联邦书记处在考虑推动英联邦内的公务和外交护照免签证提议。

### 其他待遇
- 在一些英联邦国家，英联邦公民可以担任其他外国人不可担任的公職，例如文官制下的公务员职位，但具有特别功能及決策性的要職除外（例如总督、总统、总理、軍官、国会议员等）。
- 有资格申请英联邦奖学金。

## 领事协助
英联邦国家互相对各自公民提供领事协助。传统上，如果某一英联邦国家在某个非英联邦国家没有领事代表，则由英国驻当地的大使馆或领事馆负责该国在当地的英联邦公民。此外，澳大利亚和加拿大政府则通过《加拿大－澳大利亚领事服务共享协议》（Canada-Australia Consular Services Sharing Agreement）互相为对方公民提供领事保护。因此，澳大利亚或加拿大侨民只在澳、加在当地都没有领事代表的时候才应当寻求英国的领事协助。相应的，在少数地方澳大利亚有领事代表而英国没有，因此在这些国家由澳大利亚领事馆负责英国侨民的领事服务。
在英联邦国家，英国高级专员不负责对侨居的英联邦公民提供领事服务，而是由当地政府负责提供类似领事的协助。但加拿大和澳大利亚之间的互助安排在英联邦国家也通用：两国公民可以寻求对方驻当地的高级专员公署提供领事协助。

### 英联邦公民旅行证件
在英国以外的英联邦公民，如急需旅行而护照遗失、遭窃或过期，则可申请英国紧急旅行证件：英国外交及联邦事务部会联络此人本国政府确认无异议。
如果由于英联邦公民本国政府在当地没有领事代表而需由英国大使馆或领事馆补发护照的话，英国大使馆或领事馆会发放一本英国护照，护照内“国籍”栏填写“英联邦公民”。
部分英联邦国家政府也会向在该国居住但无法取得本国护照的英联邦公民发放旅行证件。例如，在澳大利亚居住的英联邦公民如无法取得本国护照但急需旅行者，澳大利亚外交部会发放澳大利亚身份证明文件（Documents of Identity）。